# Arthur Zanetti
Arthur Nabarrete Zanetti (São Caetano do Sul, 16 de abril de 1990) é um ginasta brasileiro que compete em provas de ginástica artística, campeão olímpico e mundial na modalidade de argolas. Nos Jogos Olímpicos de Londres 2012,
tornou-se o primeiro brasileiro e latino-americano a conquistar uma medalha olímpica de ouro em qualquer das categorias de seu esporte. Também é um militar e atualmente ocupa a graduação de terceiro sargento da Aeronáutica.

## Carreira
Descendente paterno de italianos e materno de espanhóis, começou a praticar ginástica aos 7 anos de idade no SERC Santa Maria, de sua cidade natal. Conquistou vários títulos brasileiros e internacionais nas categorias infantil e juvenil. Em 2007, foi convocado pela primeira vez para a seleção adulta para a disputa do Mundial de Stuttgart, na Alemanha. Na edição seguinte, em 2009, em Londres, ficou em quarto nas argolas.
Participou da Universíada de 2011, na China, quando conquistou a medalha de ouro nas argolas. Meses adiante, no Mundial da modalidade encerrou como vice-campeão, superado pelo chinês Chen Yibing. Nos Jogos Pan-americanos de Guadalajara, foi novamente segundo colocado em sua especialidade, além de conquistar a inédita medalha de ouro por equipes. Em Londres 2012 conquistou a medalha de ouro nas argolas, tornando-se campeão olímpico. A disputa era novamente com Chen Yibing, tetracampeão mundial e vencedor em Pequim 2008. O brasileiro ficou com 15.900 pontos, contra 15.800 do chinês e 15.733 do terceiro colocado, o italiano Matteo Morandi.
Em outubro de 2013, Zanetti conquistou a medalha de ouro na modalidade de argolas no campeonato mundial de ginástica, disputado na cidade de Antuérpia, Bélgica, quando se tornou o maior atleta brasileiro da história da ginástica artística, campeão mundial e olímpico desta modalidade. Na mesma temporada conquistou o ouro na Universíade de Kazã, na Rússia.
Em 2014, foi bicampeão nos Jogos Sul-Americanos de Santiago, no Chile, título que já havia conquistado em 2010, em Medellín, na Colômbia. Nos Jogos Pan-Americanos de 2015, em Toronto, conquistou a medalha de ouro na modalidade de sua especialidade e a de prata por equipes.
Nas Olímpiadas do Rio 2016, conquistou a medalha de prata, sua segunda medalha em Olimpíadas, nas argolas.
Nos Jogos Pan-Americanos de 2019, em Lima, conquistou a medalha de ouro por equipes. 

## Principais resultados
| Ano  | Evento                                    | AA | Equipe           | Solo | Cavalo com alças | Argolas          | Salto sobre o cavalo | Barras paralelas | Barra fixa |
| ---- | ----------------------------------------- | -- | ---------------- | ---- | ---------------- | ---------------- | -------------------- | ---------------- | ---------- |
| 2009 | Campeonato Mundial de Ginástica Artística |    |                  |      |                  | 4º               |                      |                  |            |
| 2010 | Jogos Sul-Americanos                      |    | Medalha de ouro  |      |                  | Medalha de ouro  |                      |                  |            |
| 2011 | Jogos Pan-Americanos                      |    | Medalha de ouro  |      |                  | Medalha de prata |                      |                  |            |
| 2011 | Campeonato Mundial de Ginástica Artística |    |                  |      |                  | Medalha de prata |                      |                  |            |
| 2011 | Universíada                               |    |                  |      |                  | Medalha de ouro  |                      |                  |            |
| 2012 | Jogos Olímpicos                           |    |                  |      |                  | Medalha de ouro  |                      |                  |            |
| 2013 | Campeonato Mundial de Ginástica Artística |    |                  |      |                  | Medalha de ouro  |                      |                  |            |
| 2013 | Universíada                               |    |                  |      |                  | Medalha de ouro  |                      |                  |            |
| 2014 | Jogos Sul-Americanos                      |    | Medalha de prata |      |                  | Medalha de ouro  |                      |                  |            |
| 2014 | Campeonato Mundial de Ginástica Artística |    | 6º               |      |                  | Medalha de prata |                      |                  |            |
| 2015 | Copa do Mundo - Doha                      |    |                  |      |                  | Medalha de ouro  |                      |                  |            |
| 2015 | Copa do Mundo - São Paulo                 |    |                  |      |                  | Medalha de ouro  |                      |                  |            |
| 2015 | Jogos Pan-Americanos                      |    | Medalha de prata |      |                  | Medalha de ouro  |                      |                  |            |
| 2015 | Copa do Mundo - Osijek                    |    |                  |      |                  | Medalha de ouro  |                      |                  |            |
| 2015 | Campeonato Mundial de Ginástica Artística |    | 8º               |      |                  |                  |                      |                  |            |
| 2016 | Copa do Mundo - São Paulo                 |    |                  |      |                  | Medalha de ouro  |                      |                  |            |
| 2016 | Jogos Olímpicos                           |    | 6º               |      |                  | Medalha de prata |                      |                  |            |
| 2017 | Copa do Mundo - Koper                     |    | 4º               |      |                  | Medalha de ouro  |                      |                  |            |
| 2017 | Copa do Mundo - Osijek                    |    |                  |      |                  | Medalha de ouro  |                      |                  |            |
| 2018 | Campeonato Mundial de Ginástica Artística |    | 7º               |      |                  | Medalha de prata |                      |                  |            |
| 2019 | Jogos Pan-Americanos                      |    | Medalha de ouro  | 7º   |                  | Medalha de prata |                      |                  |            |